# Kiss In the Rain 2004
《Kiss In the Rain 2004》是由當時KISS Entertainment結合旗下藝人共同推出的首張正規合作專輯。由Kiss Entertainment企劃，Sony music Korea發行。

## 概述
- 分別由J-Wark，Chakra，DUKE，Can，김지현，Click-B，김현성等參與專輯演唱。
- We Can Do (kiss Friends)翻唱自美國《we are the world》。

## 曲目
1. We Can Do (kiss Friends)
作詞 안성준；作曲 안성준；編曲 이택승
2. I Know  - J-walk
作詞 이택승；作曲 이택승；編曲 이택승
3. 소나기  - 캔(can)
作詞 이장미；作曲 김대현 , 김두현 [창작]；編曲 김대현 , 김두현 [창작]
4. 손잡아도 될까요?  - 김현성
作詞 배유빈；作曲 배유빈；編曲 배유빈
5. Burning Life  - 클릭비
作詞 이택승；作曲 이택승；編曲 이택승
6. 뭔가 기분좋은 일이... - 피아노
作詞 배유빈；作曲 배유빈；編曲 배유빈
7. 지난 여름(去年夏天)  - 샤크라(chakra)
作詞 김대현；作曲 김대현；編曲 김대현
8. Lady My Love (with 박자연)  - 차호석
作詞 이택승；作曲 이택승；編曲 이택승
9. Nasty Girl  - 김지현(룰라)
作詞 이장미；作曲 김태완 , 박상헌；編曲 김태완 , 박상헌
10. Chick Boy - Dj Girls
作詞 DJ Girls；作曲 서운영；編曲 이택승
11. Love Hunters  - 듀크
作詞 김석민, 이장미；作曲 김석민；編曲 이택승
12. Summer (instrument By 이윤성)
作詞 이윤성；編曲 이윤성